# Huernia leachii
Huernia leachii är en oleanderväxtart som beskrevs av John Jacob Lavranos. Huernia leachii ingår i släktet Huernia och familjen oleanderväxter. Inga underarter finns listade i Catalogue of Life.